# Boród
Boród (ukránul: Брід) település Ukrajnában, Kárpátalján, a Huszti járásban.

## Fekvése
Ilosvától északnyugatra, az Ilosva-patak mellett fekvő település.

## Története
Borod (Bród) Árpád-kori település. Nevét 1264-ben említette először oklevél Borod néven.
Borod települést még 1264 előtt Anna macsói hercegnő adta Lve-nek és annak Fudur és István nevű fiainak. E birtokukban 1264-ben Erzsébet ifjú királyné, majd 1270-ben V. István király is megerősítette őket. A bródi nemeseknek a falu 1357-ig volt a birtokukban.
1910-ben 1259 lakosából 365 magyar, 132 német, 797 ruszin volt. Ebből 855 görögkatolikus, 430 izraelita volt. A trianoni békeszerződés előtt Bereg vármegye Felvidéki járásához tartozott.

## Galéria

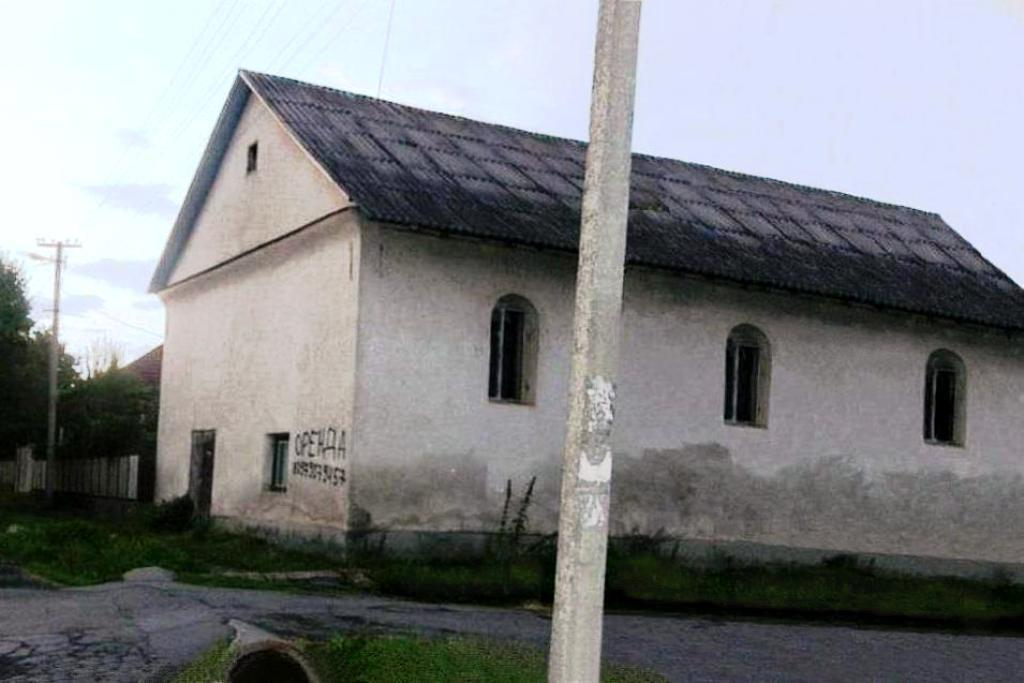
Egykori zsinagóga
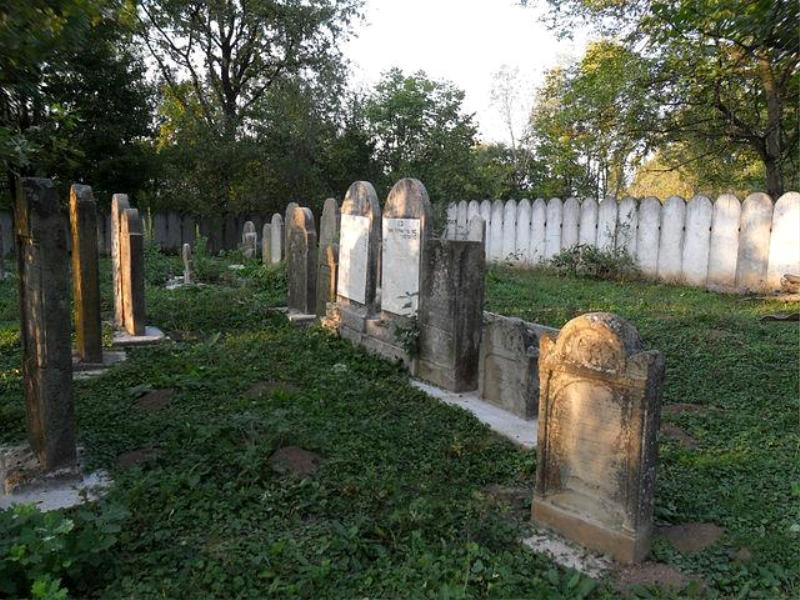
Zsidó temető